# Festival Eurovisão da Canção 2022
O Festival Eurovisão da Canção 2022 (em inglês:  Eurovision Song Contest 2022; em francês: Concours Eurovision de la chanson 2022; em italiano: Concorso Eurovisione della Canzone) foi a 66ª edição do Festival Eurovisão da Canção. O festival realizou-se em Itália, após a vitória do país na edição de 2021, com a música «Zitti e Buoni», dos Måneskin. Foi a terceira vez que Itália realizou o festival, depois de Nápoles, em 1965, e Roma, em 1991. O evento decorreu nos dias 10, 12 e 14 de maio, sendo realizado na arena Pala Alpitour, em Turim.

## Localização
- Localização das cidades pré-selecionadas 

 - Outras cidades em licitação

O Festival seria em Itália, país vencedor da edição anterior. Tal como o protocolo da UER orienta, os preparativos para esta edição começaram alguns minutos após a vitória dos Måneskin em Roterdão, quando Martin Österdahl, o supervisor executivo do Festival, entregou uma pilha de papéis e uma "pen drive" aos executivos italianos, todos relacionados com a produção e a execução da próxima edição.

### Fase das candidaturas e seleção da cidade-sede

#### Candidaturas preliminares
Mesmo antes do início oficial da fase de seleção da cidade anfitriã, várias cidades declararam o seu interesse em receber o festival. No dia seguinte à vitória italiana, os responsáveis políticos de Bolonha, Milão, Nápoles, Pésaro e Turim manifestaram publicamente o interesse em sediar o evento.
A 8 de outubro de 2021, foi reportado que Turim teria sido a cidade selecionada para acolher o Festival em 2022.
As seguintes cidades expressaram o interesse em acolher:
Chave:
 †  Cidade selecionada  ‡  Pré-selecionada      Apresentou o livro de lances
| Cidade            | Local                    | Capacidade | Notas | Ref.                       |
| ----------------- | ------------------------ | --- | --- | -------------------------- |
| Acireale          | PalaTupparello           | — | — | [ 8 ] [ 9 ]                |
| Alessandria       | Cittadella               | A proposta depende da construção de uma cobertura para cobrir a área; necessita de obras de renovação. | A proposta depende da construção de uma cobertura para cobrir a área; necessita de obras de renovação. | [ 8 ] [ 10 ]               |
| Bertinoro         | PalaGalassi              | Candidatura apoiada por Forlì, Cesena e a Assembleia Legislativa da Emilia-Romagna. | Candidatura apoiada por Forlì, Cesena e a Assembleia Legislativa da Emilia-Romagna. | [ 11 ] [ 12 ]              |
| Bolonha‡          | Unipol Arena             | Foi o anfitrião da Final Four da Euroliga de 2002 e da grande final do Zecchino d'Oro 2019. | Candidatura apoiada pela Assembleia Legislativa da Emilia-Romagna. | [ 8 ] [ 12 ] [ 13 ] [ 14 ] |
| Bolonha‡          | Fiera di Bologna         | Acolhe anualmente mais de 75 feiras comerciais. | Candidatura apoiada pela Assembleia Legislativa da Emilia-Romagna. | [ 8 ] [ 12 ] [ 13 ] [ 14 ] |
| Florença          | Nelson Mandela Forum     | Sediou o Campeonato Mundial Masculino de Voleibol da FIVB 2018. Candidatura apoiada pelo Conselho Regional da Toscana. | Sediou o Campeonato Mundial Masculino de Voleibol da FIVB 2018. Candidatura apoiada pelo Conselho Regional da Toscana. | [ 15 ] [ 16 ]              |
| Génova            | Palasport di Genova      | Hospedou o Campeonato Europeu de Atletismo Indoor de 1992. Encontra-se em obras de remodelação. | Hospedou o Campeonato Europeu de Atletismo Indoor de 1992. Encontra-se em obras de remodelação. | [ 8 ] [ 17 ]               |
| Jesolo            | Palazzo del Turismo      | Recebeu a grande final da Miss Itália; não atende aos requisitos de tamanho da EBU. | Recebeu a grande final da Miss Itália; não atende aos requisitos de tamanho da EBU. | [ 18 ] [ 19 ]              |
| Jesolo            | Piave Vecchia Lighthouse | A proposta dependia da construção de uma cobertura para cobrir a área. | A proposta dependia da construção de uma cobertura para cobrir a área. | [ 18 ] [ 19 ]              |
| Matera            | Cava del Sole            | A proposta dependia da construção de uma cobertura para cobrir a área. | A proposta dependia da construção de uma cobertura para cobrir a área. | [ 20 ] [ 21 ]              |
| Milão‡            | Mediolanum Forum         | Recebeu os MTV Europe Music Awards de 1998 e 2015, a Euroleague Final Four de 2014, o Campeonato Mundial Feminino de Voleibol FIVB de 2014 e o Campeonato Mundial Masculino de Voleibol FIVB de 2018; também sediará os próximos EuroBasket 2022 e os Jogos Olímpicos de Inverno de 2026 | Recebeu os MTV Europe Music Awards de 1998 e 2015, a Euroleague Final Four de 2014, o Campeonato Mundial Feminino de Voleibol FIVB de 2014 e o Campeonato Mundial Masculino de Voleibol FIVB de 2018; também sediará os próximos EuroBasket 2022 e os Jogos Olímpicos de Inverno de 2026 | [ 8 ] [ 22 ] [ 23 ]        |
| Milão‡            | Palazzo delle Scintille  | Needs adjustment works. | Needs adjustment works. | [ 8 ] [ 22 ] [ 23 ]        |
| Palazzolo Acreide | Ad hoc arena to be built | Necessita da cooperação de outros municípios em Siracusa. | Necessita da cooperação de outros municípios em Siracusa. | [ 24 ] [ 25 ]              |
| Pesaro‡           | Vitrifrigo Arena         | — | — | [ 8 ] [ 26 ] [ 27 ]        |
| Rimini‡           | Rimini Fiera             | Hospeda Rimini Meeting, RiminiWellness e Sigep; sediou a Liga das Nações Masculinas de Voleibol 2021 da FIVB. Candidatura apoiada pela Assembleia Legislativa da Emilia-Romagna. | Hospeda Rimini Meeting, RiminiWellness e Sigep; sediou a Liga das Nações Masculinas de Voleibol 2021 da FIVB. Candidatura apoiada pela Assembleia Legislativa da Emilia-Romagna. | [ 8 ] [ 12 ] [ 28 ]        |
| Roma              | PalaLottomatica          | Sediou os torneios olímpicos de basquetebol de 1960, o Campeonato Mundial Feminino de Voleibol da FIVB de 2014 e o sorteio da final do Campeonato do Mundo da FIFA de 1990. | Sediou os torneios olímpicos de basquetebol de 1960, o Campeonato Mundial Feminino de Voleibol da FIVB de 2014 e o sorteio da final do Campeonato do Mundo da FIFA de 1990. | [ 29 ] [ 8 ] [ 30 ]        |
| Sanremo           | Mercato dei Fiori        | — | — | [ 8 ] [ 31 ] [ 32 ]        |
| Trieste           | PalaTrieste              | Não atende aos requisitos de tamanho da EBU. | Não atende aos requisitos de tamanho da EBU. | [ 20 ] [ 33 ]              |
| Trieste           | Stadio Nereo Rocco       | Acolheu o Campeonato da Europa de Sub-21 de 2019; a proposta dependia da construção de uma cobertura para cobrir o estádio. | Acolheu o Campeonato da Europa de Sub-21 de 2019; a proposta dependia da construção de uma cobertura para cobrir o estádio. | [ 20 ] [ 33 ]              |
| Turim†            | Pala Alpitour            | Hospedou os eventos de hóquei no gelo nos Jogos Olímpicos de Inverno de 2006 e a cerimónia de abertura da Universidade de Inverno de 2007; de 2021 a 2025, irá sediar as finais de ténis ATP. Candidatura apoiada pela Câmara Municipal de Turim e pelo Conselho Regional do Piemonte.   | Hospedou os eventos de hóquei no gelo nos Jogos Olímpicos de Inverno de 2006 e a cerimónia de abertura da Universidade de Inverno de 2007; de 2021 a 2025, irá sediar as finais de ténis ATP. Candidatura apoiada pela Câmara Municipal de Turim e pelo Conselho Regional do Piemonte.   | [ 8 ] [ 34 ] [ 35 ]        |
| Viterbo           | Fiera di Viterbo         | Não atende aos requisitos de tamanho da EBU; necessita de obras de renovação. | Não atende aos requisitos de tamanho da EBU; necessita de obras de renovação. | [ 36 ] [ 37 ]              |

## Produção
O Festival Eurovisão da Canção 2022 foi produzido pela emissora italiana RAI sendo Claudio Fasulo e Simona Martorelli os produtores executivos, Cristian Biondani e Duccio Forzano os diretores das três emissões em direto, Claudio Santucci foi a cabeça do espétaculo, e Emanuele Cristofoli a diretora artística as atuações da abertura e dos intervalos.
O governo italiano contribuiu com 1,5 milhões de euros como parte do orçamento necessário para acolher o evento, enquanto que o município de Turim e o governo regional de Piedmont contribuiu com 10 milhões de euros no total. O orçamento inicial do evento foi de 16,3 milhões de euros.

### Design visual
O tema artistico e o slogan para o Festival, "The Sound of Beauty" (em português: "O som da beleza"), foi revelado a 21 de janeiro de 2022. Criado pelo estudio Flopicco situado em Roma, a arte foi construida à volta de estruturas simétricas e padrões de cimáticas para transmitir as propriedades do som, mas também refletir a forma dos jardins italianos, jà a tipográfica foi inspirada dos posters italianos do inicio do século XX. As cores foram retiradas das da bandeira da Itália.

### Apresentadores
O apresentador de televisão Alessandro Cattelan e os cantores Laura Pausini e Mika foram os apresentadores do Festival de 2022. Foram também nomeados como anfitriões pela agência de noticias Adnkronos e pela revista de televisão TV Sorrisi e Canzoni sendo oficialmente confirmados durante a noite do Sanremo Music Festival 2022 a 2 de fevereiro, depois de terem aparecido nessa emissão como convidados especiais.
A "Turquoise Carpet" (em português: "Passadeira turquesa") e a cerimonia de abertura foram apresentados por Gabriele Corsi, Carolina Di Domenico, Mario Acampa e Laura Carusino.  Os três apresentados moderaram ainda a conferência de impressa do Festival.

### Design do palco

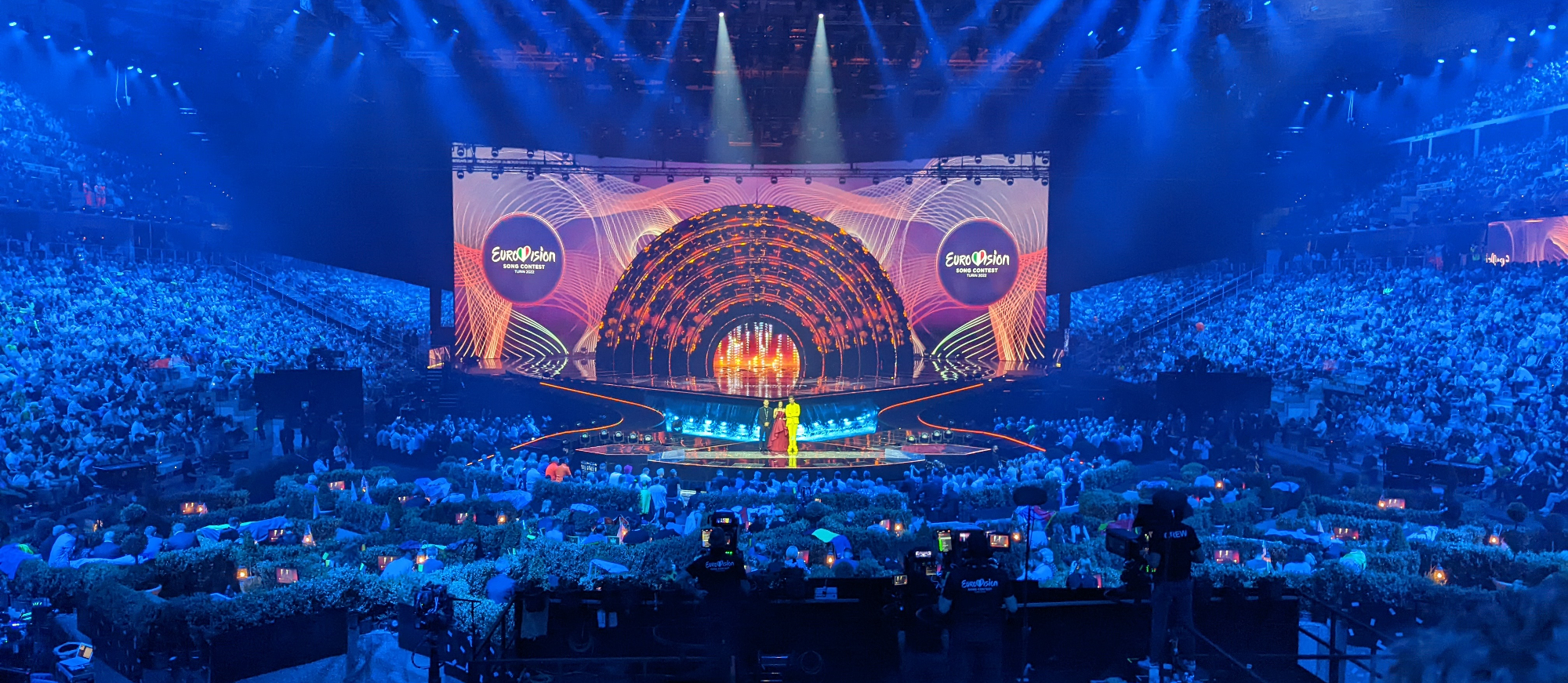
Stage and green room in the arena

O palco do Festival de 2022 foi revelado a 18 de fevereiro de 2022. Criado pela designer italiana Francesca Montinaro e nomeado "The Sun Within" (em português: "O sol dentro"), a estrutura do palco foi inspirada pelos movimentos da luz de um sol cinético, com a capacidade pretendida de mostrar o movimento teatral. O design também apresentava uma cascata de água em funcionamento e uma green room modelada num jardim italiano.

### Atuações de abertura e intervalos

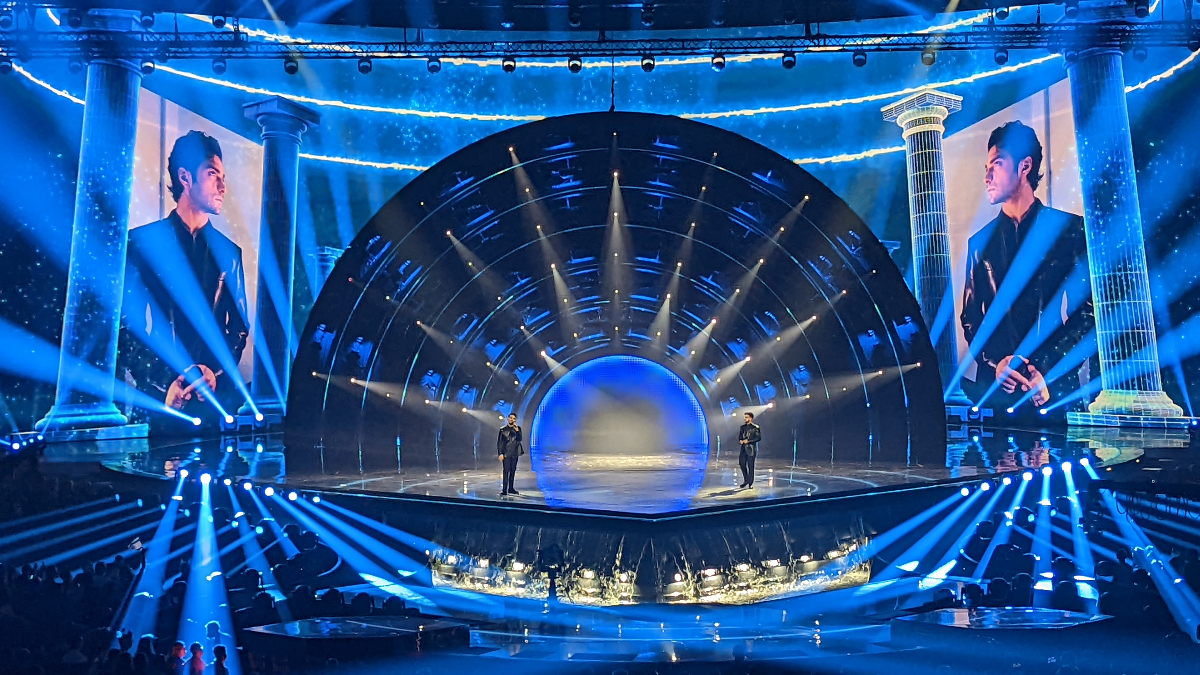
Il Volo performed "Grande amore" during the interval of the second semi-final.

A 30 de abril de 2022, a UER informou sobre as atuações de abertura e intervalos.
A primeira semifinal foi aberta com um espetáculo de ingenuidade e criatividade italiana, acompanhado pelo hino oficial do concurso, "The Sound of Beauty", interpretado por Sherol Dos Santos,  enquanto o intervalo contou com um medley de "Horizon in Your Eyes", "Satisfaction" e "Golden Nights" interpretadas por Dardust, Benny Benassi e Sophie and the Giants com a maestrina Sylvia Catasta, uma breve homenagem a Raffaella Carrà realizada pelos apresentadores do Festival, e Diodato interpretando "Fai rumore".
A segunda semifinal foi aberta por "The Italian Way", um ato construído em volta da improvisação italiana realizada pelo co-apresentador Alessandro Cattelan, enquanto o intervalo contou com um medley de "Fragile" e "People Have the Power" realizado pelos co-apresentadores Laura Pausini e Mika, e Il Volo interpretando uma nova versão de "Grande amore".
A final foi aberta com o tradicional desfile de bandeiras, com apresentação de todos os vinte e cinco finalistas, acompanhados pelo Rockin' 1000 interpretando “Give Peace a Chance” e a co-apresentadora Laura Pausini interpretando um medley de “Benvenuto”, “Io canto”, “ La solitudine", "Le cose che vivi" e "Scatola". Os atos deointervalo incluíram Måneskin com apresentação do seu novo single "Supermodel" e "If I Can Dream", Gigliola Cinquetti a cantar a sua música vencedora "Non ho l'età", e a co-apresentadora Mika apresentando um medley de "Love Today", "Grace Kelly", o seu novo single "Yo Yo" e "Happy Ending". A astronauta italiana Samantha Cristoforetti também apareceunuma mensagem pré-gravada da Estação Espacial Internacional.

## Potes
| Pote 1                                                                     | Pote 2                                                            | Pote 3                                                       | Pote 4                                                       | Pote 5                                                        | Pote 6                                                          |
| -------------------------------------------------------------------------- | ----------------------------------------------------------------- | ------------------------------------------------------------ | ------------------------------------------------------------ | ------------------------------------------------------------- | --------------------------------------------------------------- |
| - Albânia - Croácia - Montenegro - Macedónia do Norte - Sérvia - Eslovénia | - Austrália - Dinamarca - Finlândia - Islândia - Noruega - Suécia | - Arménia - Azerbaijão - Geórgia - Israel - Rússia - Ucrânia | - Bulgária - Chipre - Grécia - Malta - Portugal - San Marino | - Estónia - Letónia - Lituânia - Moldávia - Polónia - Roménia | - Áustria - Bélgica - Chéquia - Irlanda - Países Baixos - Suíça |

## Participantes
Nesta edição, fizeram parte 40 países, com o regresso da Arménia e do Montenegro e a suspensão da Rússia.
| País participante  | Artista                       | Título original da canção | Idiomas de interpretação | Data da seleção                                              |
| País participante  | Artista                       | Tradução em português     | Idiomas de interpretação | Data da seleção                                              |
| ------------------ | ----------------------------- | ------------------------- | ------------------------ | ------------------------------------------------------------ |
| Albânia            | Ronela Hajati                 | "Secret"                  | Albanês e inglês         | 29 de dezembro de 2021                                       |
| Albânia            | Ronela Hajati                 | Segredo                   | Albanês e inglês         | 29 de dezembro de 2021                                       |
| Alemanha           | Malik Harris                  | "Rockstars"               | Inglês                   | 4 de março de 2022                                           |
| Alemanha           | Malik Harris                  | Estrelas de rock          | Inglês                   | 4 de março de 2022                                           |
| Arménia            | Rosa Linn                     | "Snap"                    | Inglês                   | Artista: 11 de março de 2022 Canção: 19 de março de 2022     |
| Arménia            | Rosa Linn                     | Rutura                    | Inglês                   | Artista: 11 de março de 2022 Canção: 19 de março de 2022     |
| Austrália          | Sheldon Riley                 | "Not the Same"            | Inglês                   | 26 de fevereiro de 2022                                      |
| Austrália          | Sheldon Riley                 | Não sou o mesmo           | Inglês                   | 26 de fevereiro de 2022                                      |
| Áustria            | Lumix feat. Pia Maria         | "Halo"                    | Inglês                   | Artista: 8 de fevereiro de 2022 Canção: 11 de março de 2022  |
| Áustria            | Lumix feat. Pia Maria         | Olá                       | Inglês                   | Artista: 8 de fevereiro de 2022 Canção: 11 de março de 2022  |
| Azerbaijão         | Nadir Rüstemli                | "Fade to Black"           | Inglês                   | Artista: 16 de fevereiro de 2022 Canção: 21 de março de 2022 |
| Azerbaijão         | Nadir Rüstemli                | Escurecer                 | Inglês                   | Artista: 16 de fevereiro de 2022 Canção: 21 de março de 2022 |
| Bélgica            | Jérémie Makiese               | "Miss You"                | Inglês                   | Artista: 15 de setembro de 2021 Canção: 10 de março de 2022  |
| Bélgica            | Jérémie Makiese               | Sinto a tua falta         | Inglês                   | Artista: 15 de setembro de 2021 Canção: 10 de março de 2022  |
| Bulgária           | Intelligent Music Project     | "Intention"               | Inglês                   | 25 de novembro de 2021                                       |
| Bulgária           | Intelligent Music Project     | Intenção                  | Inglês                   | 25 de novembro de 2021                                       |
| Chéquia            | We Are Domi                   | "Lights Off"              | Inglês                   | 16 de dezembro de 2021                                       |
| Chéquia            | We Are Domi                   | Luzes Apagadas            | Inglês                   | 16 de dezembro de 2021                                       |
| Chipre             | Andromache                    | "Ela" (Έλα)               | Grego e Inglês           | 9 de março de 2022                                           |
| Chipre             | Andromache                    | Vem                       | Grego e Inglês           | 9 de março de 2022                                           |
| Croácia            | Mia Dimšić                    | "Guilty Pleasure"         | Inglês & Croata          | 19 de fevereiro de 2022                                      |
| Croácia            | Mia Dimšić                    | Prazer Secreto            | Inglês & Croata          | 19 de fevereiro de 2022                                      |
| Dinamarca          | Reddi                         | "The Show"                | Inglês                   | 5 de março de 2022                                           |
| Dinamarca          | Reddi                         | O Espetáculo              | Inglês                   | 5 de março de 2022                                           |
| Eslovénia          | LPS                           | "Disko"                   | Esloveno                 | 19 de fevereiro de 2022                                      |
| Eslovénia          | LPS                           | Discoteca                 | Esloveno                 | 19 de fevereiro de 2022                                      |
| Espanha            | Chanel                        | "SloMo"                   | Castelhano e inglês      | 29 de janeiro de 2022                                        |
| Espanha            | Chanel                        | Câmara Lenta              | Castelhano e inglês      | 29 de janeiro de 2022                                        |
| Estónia            | Stefan                        | "Hope"                    | Inglês                   | 12 de fevereiro de 2022                                      |
| Estónia            | Stefan                        | Esperança                 | Inglês                   | 12 de fevereiro de 2022                                      |
| Finlândia          | The Rasmus                    | "Jezebel"                 | Inglês                   | 26 de fevereiro de 2022                                      |
| Finlândia          | The Rasmus                    | Jezebel                   | Inglês                   | 26 de fevereiro de 2022                                      |
| França             | Alvan e Ahez                  | "Fulenn"                  | Bretão                   | 5 de março de 2022                                           |
| França             | Alvan e Ahez                  | Fagulha                   | Bretão                   | 5 de março de 2022                                           |
| Geórgia            | Circus Mircus                 | "Lock Me In"              | Inglês                   | Artista: 14 de novembro de 2021 Canção: 9 de março de 2022   |
| Geórgia            | Circus Mircus                 | Prende-me                 | Inglês                   | Artista: 14 de novembro de 2021 Canção: 9 de março de 2022   |
| Grécia             | Amanda Tenfjord               | "Die Together"            | Inglês                   | Artista: 15 de dezembro de 2021 Canção: 10 de março de 2022  |
| Grécia             | Amanda Tenfjord               | Morrermos juntos          | Inglês                   | Artista: 15 de dezembro de 2021 Canção: 10 de março de 2022  |
| Irlanda            | Brooke Scullion               | "That's Rich"             | Inglês                   | 4 de fevereiro de 2022                                       |
| Irlanda            | Brooke Scullion               | Essa é boa                | Inglês                   | 4 de fevereiro de 2022                                       |
| Islândia           | Systur                        | "Með hækkandi sól"        | Islandês                 | 12 de março de 2022                                          |
| Islândia           | Systur                        | Com o sol nascente        | Islandês                 | 12 de março de 2022                                          |
| Israel             | Michael Ben David             | "I. M"                    | Inglês                   | 5 de fevereiro de 2022                                       |
| Israel             | Michael Ben David             | Eu Sou                    | Inglês                   | 5 de fevereiro de 2022                                       |
| Itália             | Mahmood e Blanco              | "Brividi"                 | Italiano                 | 5 de fevereiro de 2022                                       |
| Itália             | Mahmood e Blanco              | Arrepios                  | Italiano                 | 5 de fevereiro de 2022                                       |
| Letónia            | Citi Zēni                     | "Eat Your Salad"          | Inglês                   | 12 de fevereiro de 2022                                      |
| Letónia            | Citi Zēni                     | Come a tua Salada         | Inglês                   | 12 de fevereiro de 2022                                      |
| Lituânia           | Monika Liu                    | "Sentimentai"             | Lituano                  | 12 de fevereiro de 2022                                      |
| Lituânia           | Monika Liu                    | Sentimentos               | Lituano                  | 12 de fevereiro de 2022                                      |
| Macedónia do Norte | Andrea Koevska                | "Circles"                 | Inglês                   | 4 de fevereiro de 2022                                       |
| Macedónia do Norte | Andrea Koevska                | Círculos                  | Inglês                   | 4 de fevereiro de 2022                                       |
| Malta              | Emma Muscat                   | "I Am What I Am"          | Inglês                   | 19 de fevereiro de 2022 Canção: 14 de março de 2022          |
| Malta              | Emma Muscat                   | Sou o que sou             | Inglês                   | 19 de fevereiro de 2022 Canção: 14 de março de 2022          |
| Moldávia           | Zdob și Zdub e Frații Advahov | "Trenulețul"              | Romeno e inglês          | 29 de janeiro de 2022                                        |
| Moldávia           | Zdob și Zdub e Frații Advahov | Comboio                   | Romeno e inglês          | 29 de janeiro de 2022                                        |
| Montenegro         | Vladana Vučinić               | "Breathe"                 | Inglês e italiano        | Artista: 4 de fevereiro de 2022 Canção: 4 de março de 2022   |
| Montenegro         | Vladana Vučinić               | Respirar                  | Inglês e italiano        | Artista: 4 de fevereiro de 2022 Canção: 4 de março de 2022   |
| Noruega            | Subwoolfer                    | "Give That Wolf A Banana" | Inglês                   | 19 de fevereiro de 2022                                      |
| Noruega            | Subwoolfer                    | Dá Uma Banana Àquele Lobo | Inglês                   | 19 de fevereiro de 2022                                      |
| Países Baixos      | S10                           | "De Diepte"               | Holandês                 | Artista: 7 de dezembro de 2021 Canção: 3 de março de 2022    |
| Países Baixos      | S10                           | A profundeza              | Holandês                 | Artista: 7 de dezembro de 2021 Canção: 3 de março de 2022    |
| Polónia            | Ochman                        | "River"                   | Inglês                   | 19 de fevereiro de 2022                                      |
| Polónia            | Ochman                        | Rio                       | Inglês                   | 19 de fevereiro de 2022                                      |
| Portugal           | Maro                          | “Saudade, saudade”        | Inglês e Português       | 12 de março de 2022                                          |
| Portugal           | Maro                          | Saudade, saudade          | Inglês e Português       | 12 de março de 2022                                          |
| Reino Unido        | Sam Ryder                     | "Space Man"               | Inglês                   | 10 de março de 2022                                          |
| Reino Unido        | Sam Ryder                     | Homem do espaço           | Inglês                   | 10 de março de 2022                                          |
| Roménia            | WRS                           | "Llamame"                 | Inglês e castelhano      | 5 de março de 2022                                           |
| Roménia            | WRS                           | Chama-me                  | Inglês e castelhano      | 5 de março de 2022                                           |
| San Marino         | Achille Lauro                 | "Stripper"                | Italiano e inglês        | 19 de fevereiro de 2022                                      |
| San Marino         | Achille Lauro                 | Stripper                  | Italiano e inglês        | 19 de fevereiro de 2022                                      |
| Sérvia             | Konstrakta                    | "In Corpore Sano"         | Sérvio e latim           | 5 de março de 2022                                           |
| Sérvia             | Konstrakta                    | Em Corpo São              | Sérvio e latim           | 5 de março de 2022                                           |
| Suécia             | Cornelia Jakobs               | "Hold Me Closer"          | Inglês                   | 12 de março de 2022                                          |
| Suécia             | Cornelia Jakobs               | Abraça-me mais perto      | Inglês                   | 12 de março de 2022                                          |
| Suíça              | Marius Bear                   | "Boys Do Cry"             | Inglês                   | 8 de março de 2022                                           |
| Suíça              | Marius Bear                   | Os rapazes também choram  | Inglês                   | 8 de março de 2022                                           |
| Ucrânia            | Kalush Orchestra              | "Stefania" (Стефанія)     | Ucraniano                | 22 de fevereiro de 2022(a)                                   |
| Ucrânia            | Kalush Orchestra              | Estefânia                 | Ucraniano                | 22 de fevereiro de 2022(a)                                   |

## Canções participantes

### Primeira semifinal
A primeira semifinal aconteceu a 10 de maio de 2022. Dezassete países participaram na primeira semifinal. Esses países mais França e Itália votaram nesta semifinal. Sombreados, encontram-se os países que se qualificaram para a final.
| #   | País          | Idioma             | Artista                       | Canção                    | Lugar | Pontuação |
| --- | ------------- | ------------------ | ----------------------------- | ------------------------- | ----- | --------- |
| 1º  | Albânia       | Albanês e inglês   | Ronela Hajati                 | "Secret"                  | 12º   | 58        |
| 2º  | Letónia       | Inglês             | Citi Zēni                     | "Eat Your Salad"          | 14º   | 55        |
| 3º  | Lituânia      | Lituano            | Monika Liu                    | "Sentimentai"             | 7º    | 159       |
| 4º  | Suíça         | Inglês             | Marius Bear                   | "Boys Do Cry"             | 9º    | 118       |
| 5º  | Eslovénia     | Esloveno           | LPS                           | "Disko"                   | 17º   | 15        |
| 6º  | Ucrânia       | Ucraniano          | Kalush Orchestra              | "Stefania" (Стефанія)     | 1º    | 337       |
| 7º  | Bulgária      | Inglês             | Intelligent Music Project     | "Intention"               | 16º   | 29        |
| 8º  | Países Baixos | Holandês           | S10                           | "De Diepte"               | 2º    | 221       |
| 9º  | Moldávia      | Romeno e inglês    | Zdob și Zdub & Frații Advahov | "Trenulețul"              | 8º    | 154       |
| 10º | Portugal      | Português e Inglês | Maro                          | "Saudade, saudade"        | 4º    | 208       |
| 11º | Croácia       | Inglês e Croata    | Mia Dimšić                    | "Guilty Pleasure"         | 11º   | 75        |
| 12º | Dinamarca     | Inglês             | Reddi                         | "The Show"                | 13º   | 55        |
| 13º | Áustria       | Inglês             | Lumix feat. Pia Maria         | "Halo"                    | 15º   | 42        |
| 14º | Islândia      | Islandês           | Systur                        | "Með hækkandi sól"        | 10º   | 103       |
| 15º | Grécia        | Inglês             | Amanda Georgiadi Tenfjord     | "Die Together"            | 3º    | 211       |
| 16º | Noruega       | Inglês             | Subwoolfer                    | "Give That Wolf A Banana" | 6º    | 177       |
| 17º | Arménia       | Inglês             | Rosa Linn                     | "Snap"                    | 5º    | 187       |

### Segunda semifinal
A segunda semifinal aconteceu em 12 de maio de 2022 às 21:00 (CEST). Dezoito países participaram na segunda semifinal que, junto com a Alemanha, Espanha e Reino Unido, votaram nesta semifinal.Sombreados, encontram-se os países que se qualificaram para a final.
| #   | País               | Idioma              | Artista           | Canção            | Lugar | Pontuação |
| --- | ------------------ | ------------------- | ----------------- | ----------------- | ----- | --------- |
| 1º  | Finlândia          | Inglês              | The Rasmus        | "Jezebel"         | 7º    | 162       |
| 2º  | Israel             | Inglês              | Michael Ben David | "I. M"            | 13º   | 61        |
| 3º  | Sérvia             | Sérvio e latim      | Konstrakta        | "In Corpore Sano" | 3º    | 237       |
| 4º  | Azerbaijão         | Inglês              | Nadir Rüstemli    | "Fade to Black"   | 10º   | 96        |
| 5º  | Geórgia            | Inglês              | Circus Mircus     | "Lock Me In"      | 18º   | 22        |
| 6º  | Malta              | Inglês              | Emma Muscat       | "I Am What I Am"  | 16º   | 47        |
| 7º  | San Marino         | Italiano e inglês   | Achille Lauro     | "Stripper"        | 14º   | 50        |
| 8º  | Austrália          | Inglês              | Sheldon Riley     | "Not the Same"    | 2º    | 243       |
| 9º  | Chipre             | Grego e inglês      | Andromache        | "Ela" (Έλα)       | 12º   | 63        |
| 10º | Irlanda            | Inglês              | Brooke Scullion   | "That's Rich"     | 15º   | 47        |
| 11º | Macedónia do Norte | Inglês              | Andrea Koevska    | "Circles"         | 11º   | 79        |
| 12º | Estónia            | Inglês              | Stefan            | "Hope"            | 5º    | 209       |
| 13º | Roménia            | Inglês e castelhano | WRS               | "Llámame"         | 9º    | 118       |
| 14º | Polónia            | Inglês              | Ochman            | "River"           | 6º    | 198       |
| 15º | Montenegro         | Inglês e italiano   | Vladana Vučinić   | "Breathe"         | 17º   | 33        |
| 16º | Bélgica            | Inglês              | Jérémie Makiese   | "Miss You"        | 8º    | 151       |
| 17º | Suécia             | Inglês              | Cornelia Jakobs   | "Hold Me Closer"  | 1º    | 396       |
| 18º | Chéquia            | Inglês              | We Are Domi       | "Lights Off"      | 4º    | 227       |

### Final
A final aconteceu a 14 de maio de 2022. Vinte e cinco países participaram na final, compondo os "Big Five" (entre os quais o país anfitrião Itália) e dez das entradas mais bem classificadas de cada uma das duas semifinais. Todos os quarenta países participantes votaram na final. Sombreado, encontra-se o país vencedor.
| #   | País          | Idioma              | Artista                       | Canção                    | Lugar | Pontuação |
| --- | ------------- | ------------------- | ----------------------------- | ------------------------- | ----- | --------- |
| 1º  | Chéquia       | Inglês              | We Are Domi                   | "Lights Off"              | 22º   | 38        |
| 2º  | Roménia       | Inglês e castelhano | WRS                           | "Llámame"                 | 18º   | 65        |
| 3º  | Portugal      | Português e Inglês  | Maro                          | "Saudade, saudade"        | 9º    | 207       |
| 4º  | Finlândia     | Inglês              | The Rasmus                    | "Jezebel"                 | 21º   | 38        |
| 5º  | Suíça         | Inglês              | Marius Bear                   | "Boys Do Cry"             | 17º   | 78        |
| 6º  | França        | Bretão              | Alvan e Ahez                  | "Fulenn"                  | 24º   | 17        |
| 7º  | Noruega       | Inglês              | Subwoolfer                    | "Give That Wolf A Banana" | 10º   | 182       |
| 8º  | Arménia       | Inglês              | Rosa Linn                     | "Snap"                    | 20º   | 61        |
| 9º  | Itália        | Italiano            | Mahmood e Blanco              | "Brividi"                 | 6º    | 268       |
| 10º | Espanha       | Castelhano e inglês | Chanel                        | "SloMo"                   | 3º    | 459       |
| 11º | Países Baixos | Holandês            | S10                           | "De Diepte"               | 11º   | 171       |
| 12º | Ucrânia       | Ucraniano           | Kalush Orchestra              | "Stefania" (Стефанія)     | 1º    | 631       |
| 13º | Alemanha      | Inglês              | Malik Harris                  | "Rockstars"               | 25º   | 6         |
| 14º | Lituânia      | Lituano             | Monika Liu                    | "Sentimentai"             | 14º   | 128       |
| 15º | Azerbaijão    | Inglês              | Nadir Rüstemli                | "Fade to Black"           | 16º   | 106       |
| 16º | Bélgica       | Inglês              | Jérémie Makiese               | "Miss You"                | 19º   | 64        |
| 17º | Grécia        | Inglês              | Amanda Georgiadi Tenfjord     | "Die Together"            | 8º    | 215       |
| 18º | Islândia      | Islandês            | Systur                        | "Með hækkandi sól"        | 23º   | 20        |
| 19º | Moldávia      | Romeno e inglês     | Zdob și Zdub & Frații Advahov | "Trenulețul"              | 7º    | 253       |
| 20º | Suécia        | Inglês              | Cornelia Jakobs               | "Hold Me Closer"          | 4º    | 438       |
| 21º | Austrália     | Inglês              | Sheldon Riley                 | "Not the Same"            | 15º   | 125       |
| 22º | Reino Unido   | Inglês              | Sam Ryder                     | "Space Man"               | 2º    | 466       |
| 23º | Polónia       | Inglês              | Ochman                        | "River"                   | 12º   | 151       |
| 24º | Sérvia        | Sérvio e latim      | Konstrakta                    | "In Corpore Sano"         | 5º    | 312       |
| 25º | Estónia       | Inglês              | Stefan                        | "Hope"                    | 13º   | 141       |

## Outros países
A elegibilidade para uma potencial participação no Festival Eurovisão da Canção requer uma emissora nacional com participação ativa na UER, que poderá transmitir o Festival através da rede Eurovisão. A UER irá convidar a participação no festival para todos os cinquenta e seis membros ativos. Em contraste com os anos anteriores, o membro associado Austrália não precisará de um convite para o concurso de 2022, pois recebeu permissão para participar até 2023.

### Membros ativos da UER
- Andorra –  Em 1 de agosto de 2020, durante uma entrevista no podcast do Wiwibloggs do fansite da Eurovisão, a representante de Andorra Susanne Georgi em 2009 revelou que ela havia se reunido com o primeiro-ministro de Andorra, Xavier Espot Zamora, durante a qual eles pediram ao país um retorno em 2022 , não tendo regressado ao concurso do ano anterior devido à continuação da pandemia COVID-19.[159] No entanto, em 19 de junho de 2021, a emissora andorrana RTVA declarou que o principado não voltaria em 2022[160] Andorra participou pela última vez em 2009.
- Bósnia e Herzegovina – Em junho de 2021, a emissora bósnia Rádio e Televisão da Bósnia e Herzegovina (BHRT) afirmou que era improvável que o país retornasse à competição nos próximos anos, a menos que financiamento suficiente para fazê-lo seja garantido.[161] A Bósnia e Herzegovina participou pela última vez em 2016. Em 12 de outubro a emissora confirmou não regressar ao Festival em 2022 devido a problemas de orçamento.[162]
- Turquia – Em junho de 2021, foi confirmado tanto pela EBU quanto por Ibrahim Eren, o Diretor-Geral da emissora nacional turca Turkish Radio and Television Corporation (TRT), que eles estavam em negociações sobre o país potencialmente retornar ao concurso em 2022. No entanto, a Turquia não apareceu na lista final de participantes divulgada pela EBU.[72] Turquia participou pela última vez no concurso em 2012.[163]

#### Ex-Membros ativos da UER
- Bielorrússia - A 28 de maio de 2021, a UER suspendeu a adesão da emissora bielorrussa BTRC, o que tornaria a participação no Festival Eurovisão da Canção impossível. O BTRC TEM duas semanas para responder antes da suspensão entrar em vigor.[164]
- Liechtenstein - Em agosto de 2021, a emissora Liechtensteiner 1 FL TV anunciou que não iria estrear em 2022. A emissora havia tentado se tornar um membro da EBU no passado, mas interrompeu seus planos quando seu diretor, Peter Kölbel, morreu inesperadamente. Também seria necessário o apoio do governo de Liechtenstein para poder arcar com os custos de se tornar um membro da EBU e pagar a taxa de participação no concurso.[165]
- Rússia - Apesar de aparecer inicialmente na lista de participantes, em 25 de fevereiro de 2022, após a invasão russa da Ucrânia em 2022 e os crescentes protestos de outros países participantes, a EBU anunciou que a Rússia seria excluída do concurso de 2022.[166]

## Transmissão do Festival

### Emissoras e comentadores
Todas as emissoras participantes podem optar por comentar no site ou remotamente para dar ao público local uma visão geral do programa e informações de votação. Embora tenham que transmitir pelo menos as semifinais onde votam e as finais, a maioria das emissoras exibe os três programas com planos de programação diferentes. Algumas emissoras não participantes podem querer continuar querer transmitir o Festival. Estas são as emissoras que confirmaram transmitir e/ou os seus comentadores:

#### Países participantes
| País participante | Emissões                              | Emissora   | Comentário                           | Ref.            |
| ----------------- | ------------------------------------- | ---------- | ------------------------------------ | --------------- |
| França            | Semifinais                            | Culturebox | Laurence Boccolini                   | [ 167 ] [ 168 ] |
| França            | Final                                 | France 2   | Stéphane Bern and Laurence Boccolini | [ 167 ] [ 168 ] |
| Itália            | Final                                 | Rai 1      | -                                    | [ 169 ]         |
| Portugal          | Todos (Segunda semifinal em diferido) | RTP 1      | -                                    |                 |
| Roménia           | Todos                                 | TVR 1      | -                                    | [ 170 ]         |

#### Países não participantes
| País           | Emissões          | Emissora | Comentário     | Ref.    |
| -------------- | ----------------- | -------- | -------------- | ------- |
| Estados Unidos | Todas as emissões | Peacock  | Sem comentário | [ 171 ] |

1. 1 2 3 4  «Turin, Italy, to host the 66th Eurovision Song Contest in May 2022 🇮🇹». Eurovision.tv (em inglês). 8 de outubro de 2021. Consultado em 8 de outubro de 2021
2. ↑  «ESC2022: Milão, Bolonha e Pésaro na corrida para receber o Festival Eurovisão 2022». ESC PORTUGAL | A Eurovisão em Português. Consultado em 23 de maio de 2021
3. ↑  «Appendino: "Complimenti ai Måneskin, ora lavoriamo per portare l'Eurovision a Torino"». lastampa.it (em italiano). 23 de maio de 2021. Consultado em 24 de maio de 2021
4. ↑  «Eurovision: prime candidature per ospitare l'evento 2022 da Milano, Bologna e Pesaro» (em italiano). Consultado em 24 de maio de 2021
5. ↑  CasoriaDue, Redazione. «Clemente candida Napoli per l'Eurovision 2022 – Casoriadue.it» (em italiano). Consultado em 24 de maio de 2021
6. ↑  «Eurovision, a Torino l'edizione del 2022». lastampa.it (em italiano). 8 de outubro de 2021. Consultado em 8 de outubro de 2021
7. ↑  «UPDATE: Eight cities in the Netherlands offer to host Eurovision 2020». ESCXTRA.com (em inglês). 19 de maio de 2019. Consultado em 19 de maio de 2019
8. 1 2 3 4 5 6 7 8 9 10
9. ↑  Andaloro, Ivan (19 de julho de 2021). «Eurovision 2022: il Sindaco di Acireale vorrebbe portare il concorso in Sicilia». EIN (em italiano). Consultado em 19 de julho de 2021
10. ↑  Mariotti, Antonella (15 de julho de 2021). «Eurovision ad Alessandria, ironia dall'opposizione: ma il sindaco Cuttica difende la scelta». La Stampa (em italiano). Consultado em 15 de julho de 2021
11. 1 2 3  «Eurovision 2022, l'assemblea della Regione appoggia tutte le città candidate. C'è anche Bologna». BolognaToday (em italiano). 22 de julho de 2021. Consultado em 23 de julho de 2021
12. ↑  Bortolotti, Luca (23 de maio de 2021). «Eurovision 2022 in Italia, Lepore candida Bologna. Sabatini offre l'Unipol Arena». La Repubblica (em italiano). Consultado em 23 de maio de 2021
13. ↑  Cafarelli, Donato (12 de julho de 2021). «Anche Bologna candidata ufficialmente per ospitare l'Eurovision 2022». Eurofestival News (em italiano). Consultado em 12 de julho de 2021
14. ↑  Granger, Anthony (24 de maio de 2021). «Eurovision 2022: Florence's Mayor Expresses Interest in Hosting Eurovision». Eurovoix (em inglês). Consultado em 24 de maio de 2021
15. ↑  Sartorelli, Claudio (21 de julho de 2021). «Eurovision 2022: la Regione Toscana appoggia la candidatura di Firenze». EIN (em italiano). Consultado em 21 de julho de 2021
16. ↑  Rocher, Olivier (30 de julho de 2021). «Host City 2022: A Not So Open Race?». ESC Bubble (em inglês). Consultado em 3 de agosto de 2021
17. ↑  Rossini, Federico (12 de julho de 2021). «Eurovision 2022: anche Jesolo si candida a ospitare la rassegna». Eurofestival News (em italiano). Consultado em 12 de julho de 2021
18. ↑  Adams, William Lee (12 de julho de 2021). «Jesolo applies to be Eurovision 2022 host city with PalaInvent and "lighthouse area"». Wiwibloggs. Consultado em 21 de julho de 2021
19. 1 2
20. ↑  Quarto, Piero (14 de julho de 2021). «Eurovision, Matera tra le 17 città in lizza». Il Quotidiano del Sud (em italiano). Consultado em 14 de julho de 2021
21. ↑  Golightly, Thomas (23 de maio de 2021). «Italy: Milan, Bologna and Pesaro Express Interest in Hosting 2022 Eurovision Song Contest». Eurovoix (em inglês). Consultado em 23 de maio de 2021
22. ↑  Senesi, Andrea (24 de maio de 2021). «Milano vuole l'Eurovision 2022: "Siamo la capitale discografica: se non qui, dove?"». Corriere della Sera (em italiano). Consultado em 24 de maio de 2021
23. ↑  Smith, David (15 de julho de 2021). «"We have a vision" — Palazzolo Acreide's deputy mayor defends small Sicilian town's decision to bid for Eurovision 2022». Wiwibloggs (em inglês). Consultado em 15 de julho de 2021
24. ↑  Rossini, Federico (7 de agosto de 2021). «Eurovision 2022: Palazzolo Acreide, il sindaco spiega il progetto». Eurofestival News (em italiano). Consultado em 13 de agosto de 2021
25. ↑  Sernagiotto, Camilla (23 de maio de 2021). «Eurovision Song Contest, da Torino a Bologna, le città italiane si candidano per il 2022». Sky (em italiano). Consultado em 23 de maio de 2021
26. ↑  «Eurovision: Pesaro, complimenti Maneskin,si candida per 2022 – Marche». ANSA (em italiano). 23 de maio de 2021. Consultado em 24 de maio de 2021
27. ↑  «Eurovision 2022: anche Rimini si candida. Gnassi, in fiera possiamo contenere 10mila persone». San Marino RTV (em italiano). 24 de maio de 2021. Consultado em 24 de maio de 2021
28. ↑  van Lith, Nick (24 de maio de 2021). «Rome throws its hat in the ring for Eurovision 2022». ESCXTRA (em inglês). Consultado em 24 de maio de 2021
29. ↑  Granger, Anthony (14 de julho de 2021). «Eurovision 2022: Sanremo Mayor Proposes Mercato dei Fiori as Potential Venue». Eurovoix (em inglês). Consultado em 14 de julho de 2021
30. ↑  Gallicchio, Federico (15 de julho de 2021). «Eurovision 2022: ecco la proposta del Comune di Sanremo». Eurofestival News (em italiano). Consultado em 15 de julho de 2021
31. ↑  Washak, James (15 de julho de 2021). «Eurovision 2022: Trieste Bids But Local Operators Confirm Lack of Suitable Venue». Eurovoix (em inglês). Consultado em 15 de julho de 2021
32. ↑  Granger, Anthony (29 de junho de 2021). «Eurovision 2022: Turin is Officially Bidding to Host the Eurovision Song Contest». Eurovoix (em inglês). Consultado em 30 de junho de 2021
33. ↑  Sartorelli, Claudio (4 de agosto de 2021). «Eurovision 2022: il consiglio regionale del Piemonte sostiene Torino come candidata». EIN (em italiano). Consultado em 4 de agosto de 2021
34. ↑  «Eurovision a Viterbo? Forse nel 2022». Viterbo News 24 (em italiano). 14 de julho de 2021. Consultado em 14 de julho de 2021
35. ↑  Strocchia, Raffaele (15 de julho de 2021). «Eurovision, una candidatura alla carlona…». TusciaWeb (em italiano). Consultado em 15 de julho de 2021
36. ↑  Washak, James (27 de dezembro de 2021). «Eurovision 2022: Directors for the Contest Revealed». Eurovoix (em inglês). Consultado em 27 de dezembro de 2021. Cópia arquivada em 27 de dezembro de 2021
37. ↑  Dammacco, Beppe (27 de dezembro de 2021). «Eurovision 2022: in regia ci sarà Duccio Forzano (e non poteva andarci meglio di così!)». Eurofestival News (em italiano). Consultado em 27 de dezembro de 2021. Cópia arquivada em 27 de dezembro de 2021
38. ↑  van Waarden, Franciska (31 de março de 2022). «Eurovision 2022: Head of Contest Reveals Information on Running Order and Stagings». Eurovoix (em inglês). Consultado em 1 de abril de 2022
39. ↑  «Eurovision 2022: Emanuele Cristofoli è il direttore artistico degli interval act. E svela alcuni dettagli dello show». EIN (em italiano). 27 de abril de 2022. Consultado em 28 de abril de 2022
40. ↑  Scarpone, Cristian (27 de abril de 2022). «Eurovision 2022, Laura Pausini, Mika e Alessandro Cattelan: cosa faranno sul palco». Eurofestival News (em italiano). Consultado em 28 de abril de 2022
41. ↑  Sartorelli, Claudio (11 de fevereiro de 2022). «Eurovision 2022: il Governo italiano stanzia 1,5 milioni di euro per l'evento di Torino». EIN (em italiano). Consultado em 12 de fevereiro de 2022
42. ↑  Rossini, Federico (14 de outubro de 2021). «Eurovision 2022: ecco quanto costerà a Torino ospitare la manifestazione». Eurofestival News (em italiano). Consultado em 12 de fevereiro de 2022
43. ↑  «Revealed: Eurovision budgets are getting smaller». MoneyTransfers.com (em inglês). 11 de maio de 2022. Consultado em 22 de julho de 2022
44. ↑  «Theme Art: 'The Sound of Beauty' explained». Eurovision.tv (em inglês). EBU. 24 de janeiro de 2022. Consultado em 24 de janeiro de 2022. Cópia arquivada em 21 de janeiro de 2022
45. ↑  Flopicco Design Studio. «EUROVISION 2022: THE SOUND OF BEAUTY». Behance (em inglês). Consultado em 28 de maio de 2022
46. ↑  «Eurovision 2022 Hosts: Laura Pausini, Alessandro Cattelan and Mika». Eurovision.tv. EBU. 2 de fevereiro de 2022. Consultado em 2 de fevereiro de 2022. Cópia arquivada em 2 de fevereiro de 2022
47. ↑  «Eurovision 2022, conducono Pausini e Cattelan. E (forse) Mika». Adnkronos (em italiano). 24 de janeiro de 2022. Consultado em 29 de janeiro de 2022. Cópia arquivada em 29 de janeiro de 2022
48. ↑  «Laura Pausini, Alessandro Cattelan e Mika condurranno l'Eurovision a Torino». TV Sorrisi e Canzoni (em italiano). 1 de fevereiro de 2022. Consultado em 1 de fevereiro de 2022. Cópia arquivada em 1 de fevereiro de 2022
49. ↑  «Eurovision Opening Ceremony & Turquoise Carpet: Live from Venaria Reale!». Eurovision.tv (em inglês). EBU. 6 de maio de 2022. Consultado em 6 de maio de 2022
50. ↑  «Eurovision 2022: il racconto del Turquoise Carpet da Venaria Reale». Eurofestival News (em italiano). 8 de maio de 2022. Consultado em 9 de maio de 2022
51. ↑  Blazewicz, Maciej (20 de abril de 2022). «Krystian Ochman: znamy daty konferencji prasowych w Turynie • Jakie są szanse Polski na top5 finału? • Promocje poza pre-parties». Dziennik-Eurowizyjny.pl (em polaco). Consultado em 21 de abril de 2022
52. ↑  Adessi, Antonio (21 de abril de 2022). «Eurovision 2022, il trio Acampa-Carusino-Di Domenico alla gestione della sala stampa». Eurofestival News (em italiano). Consultado em 21 de abril de 2022
53. ↑  «RAI reveals Eurovision 2022 stage design: 'The Sun Within'». Eurovision.tv (em inglês). EBU. 18 de fevereiro de 2022. Consultado em 18 de fevereiro de 2022
54. ↑  Adessi, Antonio (15 de abril de 2022). «Intervista a Francesca Montinaro: tutto quello che volevate sapere sulla realizzazione del palco dell'Eurovision 2022». Eurofestival News (em italiano). Consultado em 22 de abril de 2022
55. ↑  Rossini, Federico (30 de abril de 2022). «Eurovision 2022: Måneskin e Gigliola Cinquetti interval act della finale». Eurofestival News (em italiano). Consultado em 30 de abril de 2022
56. ↑  «Tonight: Semi-final 1 of Eurovision Song Contest 2022». Eurovisionworld (em inglês). 10 de maio de 2022. Consultado em 11 de maio de 2022
57. ↑  Abbate, Mauro (10 de maio de 2022). «Chi è Sherol Dos Santos, l'ex protagonista di X Factor che ha aperto l'Eurovision». Notizie Musica (em italiano). Consultado em 23 de junho de 2022
58. ↑  «Italo-Disco Interval: Dardust, Benny Benassi + Sophie & The Giants». Eurovision.tv (em inglês). EBU. 22 de abril de 2022. Consultado em 22 de abril de 2022
59. ↑  Rossini, Federico (23 de abril de 2022). «Eurovision 2022: Dardust svela una parte del suo Interval Act». Eurofestival News (em italiano). Consultado em 24 de abril de 2022
60. ↑  Dammacco, Beppe (9 de maio de 2022). «Eurovision 2022: omaggio a Raffaella Carrà nella prima semifinale». Eurofestival News (em italiano). Consultado em 9 de maio de 2022
61. ↑  «Diodato will finally take to the Eurovision stage». Eurovision.tv (em inglês). EBU. 20 de abril de 2022. Consultado em 21 de abril de 2022
62. ↑  «Opening Act: THE ITALIAN WAY - Second Semi-Final - Eurovision 2022 - Turin». Eurovision.tv (em inglês). Consultado em 17 de maio de 2022
63. ↑  «Il Volo return to Eurovision for the Second Semi-Final in Turin». Eurovision.tv (em inglês). EBU. 27 de abril de 2022. Consultado em 27 de abril de 2022
64. 1 2  van Waarden, Franciska (13 de maio de 2022). «Live From Turin: Grand Final Jury Show». Eurovoix (em inglês). Consultado em 14 de maio de 2022
65. ↑  «Måneskin will perform at the Grand Final of Eurovision 2022». Eurovision.tv (em inglês). EBU. 6 de maio de 2022. Consultado em 6 de maio de 2022
66. ↑  «Sì! Gigliola Cinquetti returns to the Eurovision Grand Final». Eurovision.tv (em inglês). EBU. 4 de maio de 2022. Consultado em 4 de maio de 2022
67. ↑  «Eurovision 2022: All about the Grand Final». Eurovisionworld (em inglês). 14 de maio de 2022. Consultado em 14 de maio de 2022
68. ↑  «Eurovision 2022: nella finale collegamento con Samantha Cristoforetti». Eurofestival News (em italiano). 13 de maio de 2022. Consultado em 13 de maio de 2022
69. 1 2  «REVEALED: the 41 countries joining Eurovision in Turin 2022 🇮🇹». Eurovision.tv (em inglês). 20 de outubro de 2021. Consultado em 6 de fevereiro de 2022
70. ↑  «EBU statement regarding the participation of Russia in the Eurovision Song Contest 2022». Eurovision.tv (em inglês). 25 de fevereiro de 2022. Consultado em 23 de março de 2022
71. ↑  Jiandani, Sanjay (5 de julho de 2021). «Albania: RTSH confirms participation in Eurovision 2022: Fest 60 preparations kick off». ESC Today (em inglês). Consultado em 5 de julho de 2021
72. ↑  «Albania: Ronela Hajati says "Sekret" revamp likely to include English lyrics». wiwibloggs (em inglês). 3 de janeiro de 2022. Consultado em 6 de fevereiro de 2022
73. ↑  Washak, James (19 de março de 2021). «Germany: NDR Starts The Search For Its Eurovision 2022 Entry». Eurovoix (em inglês). Consultado em 19 de maio de 2021
74. ↑  NDR. «Präsentation der Vorentscheid-Acts: 10. Februar im Livestream». www.eurovision.de (em alemão). Consultado em 6 de fevereiro de 2022
75. ↑  LLC, Helix Consulting. ««Եվրատեսիլ 2022» մրցույթում Հայաստանը կներկայացնի Ռոզա Լինը». www.eurovision.am (em inglês). Consultado em 21 de março de 2022
76. ↑  «Armenia: Rosa Linn releases "Snap" for Eurovision 2022». Eurovisionworld (em inglês). 19 de março de 2022. Consultado em 21 de março de 2022
77. ↑  «Australia: Eurovision - Australia Decides Will Return in 2022». Eurovoix (em inglês). 15 de setembro de 2020. Consultado em 23 de maio de 2021
78. ↑  «🇦🇺 Eurovision - Australia Decides will return in 2022». ESCXTRA.com (em inglês). 15 de setembro de 2020. Consultado em 23 de maio de 2021
79. ↑  «Austria: LUM!X and Pia Maria will take 'Halo' to Eurovision 🇦🇹». Eurovision.tv (em inglês). 8 de fevereiro de 2022. Consultado em 9 de fevereiro de 2022
80. ↑  «"Halo" by LUM!X feat. Pia Maria out on March 11th». ESCXTRA.com (em inglês). 3 de março de 2022. Consultado em 16 de março de 2022
81. ↑  «Azerbaijan: "Fade To Black" – Nadir Rüstəmli releases his song for Eurovision 2022». Eurovisionworld (em inglês). 21 de março de 2022. Consultado em 21 de março de 2022
82. ↑  «Eurovision Song Contest 2022: Turin». Eurovisionworld (em inglês). Consultado em 6 de fevereiro de 2022
83. ↑  «Belgium reveals the first artist for Eurovision 2022 🇧🇪». Eurovision.tv (em inglês). 15 de setembro de 2021. Consultado em 6 de fevereiro de 2022
84. ↑  «Belgium: Jérémie Makiese will bring "Miss you" to Turin!». escYOUnited (em inglês). 10 de março de 2022. Consultado em 16 de março de 2022
85. ↑  Solano, Cristhian (23 de junho de 2021). «Bulgaria descarta su participación en Eurovisión Junior 2021 y primará la autenticidad en su búsqueda para Eurovisión 2022». ESC Plus (em espanhol). Consultado em 23 de junho de 2021
86. ↑  «Intelligent Music Project will represent Bulgaria in Eurovision 2022 with the song "Intention"». ESCXTRA.com (em inglês). 25 de novembro de 2021. Consultado em 6 de fevereiro de 2022
87. ↑  Jiandani, Sanjay (20 de agosto de 2021). «Czech Republic: CT confirms participation at Eurovision 2022». ESCToday. Consultado em 20 de agosto de 2021
88. ↑  «República Checa escolhe representante na Eurovisão 2022 no Eurovision Song CZ em dezembro». e-FestivalPT. 12 de outubro de 2021. Consultado em 13 de outubro de 2021
89. ↑  «Andromache to represent Cyprus at Eurovision 2022 with "Ela"». ESCXTRA.com (em inglês). 9 de março de 2022. Consultado em 16 de março de 2022
90. ↑  News, Eurovision; News, Participants; Participants, Eurovision; Fans (13 de setembro de 2021). «Croatia: HRT confirms participation at Eurovision 2022». Eurovision News, Polls and Information by ESCToday (em inglês). Consultado em 12 de outubro de 2021
91. ↑  «Croatia: Acts announced for 'Dora 2022' 🇭🇷». Eurovision.tv (em inglês). 17 de dezembro de 2021. Consultado em 6 de fevereiro de 2022
92. ↑  Jiandani, Sanjay (1 de julho de 2021). «Denmark: DR confirms participation at Eurovision 2022». ESC Today. Consultado em 1 de julho de 2021
93. ↑  «Indsend din sang til Dansk Melodi Grand Prix 2022». DR (em dinamarquês). 27 de agosto de 2021. Consultado em 6 de setembro de 2021
94. ↑  News, Eurovision; News, Participants; Participants, Eurovision; Fans (15 de setembro de 2021). «Slovenia: RTVSLO confirms participation at Eurovision 2022». Eurovision News, Polls and Information by ESCToday (em inglês). Consultado em 12 de outubro de 2021
95. ↑  «Slovenia: 'EMA 2022' dates, hosts and artists confirmed 🇸🇮». Eurovision.tv (em inglês). 19 de janeiro de 2022. Consultado em 6 de fevereiro de 2022
96. ↑  García Hernández, José (16 de julho de 2021). «RTVE anunciará novedades sobre Eurovisión 2022 en Benidorm la próxima semana». Eurovision Spain (em espanhol). Consultado em 16 de julho de 2021
97. ↑  «Orden de actuaciones de la gran final del Benidorm Fest ¿Quién abre y quién cierra?». FormulaTV (em espanhol). Consultado em 6 de fevereiro de 2022
98. ↑  Granger, Anthony (6 de maio de 2021). «Spain: Eesti Laul 2022 To Be Broadcast By TEN». Eurovoix (em inglês). Consultado em 23 de maio de 2021
99. ↑  ERR (2 de setembro de 2021). «Eesti Laul 2022 konkurss on avatud». ERR (em estónio). Consultado em 6 de setembro de 2021
100. ↑  Washak, James (23 de maio de 2021). «🇫🇮 Finland: UMK to be used once more to select act for Eurovision 2022». Eurovoix (em inglês). Consultado em 24 de maio de 2021
101. ↑  Golightly, Thomas (16 de novembro de 2021). «🇫🇮 Finland: UMK 2022 to Take Place on February 26th». Eurovoix (em inglês). Consultado em 6 de fevereiro de 2022
102. ↑  Granger, Anthony (3 de maio de 2021). «🇫🇷 France: National Selection Will Be Held For Eurovision 2022». Eurovoix (em inglês). Consultado em 23 de maio de 2021
103. ↑  «Eurovision France 2022 : rendez-vous le 5 mars !». L'Eurovision au Quotidien (em francês). 15 de fevereiro de 2022. Consultado em 16 de fevereiro de 2022
104. ↑  Farren, Neil (8 de março de 2022). «🇬🇪 Georgia: Eurovision 2022 Entry to Be Released on March 10». Eurovoix (em inglês). Consultado em 16 de março de 2022
105. ↑  Granger, Anthony (12 de julho de 2021). «Greece: ERT to Commence Eurovision 2022 Preparations in October». Eurovoix (em inglês). Consultado em 12 de julho de 2021
106. ↑  Farren, Neil (15 de dezembro de 2021). «🇬🇷 Greece: Amanda Tenfjord to Eurovision 2022». Eurovoix (em inglês). Consultado em 6 de fevereiro de 2022
107. ↑  «Greece: On March 10, through the main news bulletin of ERT, the revelation of Amanda's song!». Eurovision News | Music | Fun (em inglês). 2 de março de 2022. Consultado em 16 de março de 2022
108. ↑  «Brooke Scullion to represent Ireland in Eurovision» (em inglês). 4 de fevereiro de 2022. Consultado em 6 de fevereiro de 2022
109. ↑  vefritstjorn (13 de janeiro de 2022). «Söngvakeppninni á RÚV frestað um eina viku». RÚV (em islandês). Consultado em 6 de fevereiro de 2022
110. ↑  News, Eurovision; News, Participants; Participants, Eurovision; Fans (22 de março de 2021). «Israel: KAN confirms participation at Eurovision 2022: preparations kick off». Eurovision News, Polls and Information by ESCToday (em inglês). Consultado em 23 de maio de 2021
111. ↑  «Israel: X Factor for Eurovision 2022 to decide both artist and song». wiwibloggs (em inglês). 17 de agosto de 2021. Consultado em 6 de setembro de 2021
112. ↑  «Congratulations ITALY: Måneskin win Eurovision Song Contest 2021». Eurovision.tv (em inglês). 22 de maio de 2021. Consultado em 23 de maio de 2021
113. ↑  Washak, James (22 de junho de 2021). «Italy: Rai Confirms Sanremo 2022 Will Be Held In The First Week of February». Eurovoix. Consultado em 23 de junho de 2021
114. ↑  «Eurovision Calendar 2022». Eurovision.tv (em inglês). 3 de dezembro de 2018. Consultado em 6 de fevereiro de 2022
115. ↑  Jiandani, Sanjay (16 de agosto de 2021). «Lithuania: LRT confirms participation at Eurovision 2022». ESCToday (em inglês). Consultado em 16 de agosto de 2021
116. ↑  «La LRT lituana presenta los 36 participantes del Pabandom Iš Naujo 2022 – ESCplus España». web.archive.org. 7 de dezembro de 2021. Consultado em 6 de fevereiro de 2022. Cópia arquivada em 7 de dezembro de 2021
117. ↑  «MRT reveals the six national finalists for Za Evrosong 2022 - ESCXTRA.com». ESCXTRA.com (em inglês). 21 de janeiro de 2022. Consultado em 6 de fevereiro de 2022
118. ↑  Juhász, Ervin (21 de junho de 2021). «Malta's Entry For Eurovision 2022 Will Not Be Selected Through X Factor! National Final To Be Held!» (em inglês). EscBubble. Consultado em 12 de junho de 2021
119. ↑  Caligari, Rodianne. «Malta's Eurovision Song Contest returns in February». TVMnews.mt (em inglês). Consultado em 16 de fevereiro de 2022
120. ↑  «🇲🇹 Malta: Emma Muscat Confirms "I Am What I Am" As New Eurovision 2022 Entry». Eurovoix (em inglês). 14 de março de 2022. Consultado em 16 de março de 2022
121. ↑  «Zdob şi Zdub return with Fraţii Advahov to represent Moldova 🇲🇩». Eurovision.tv (em inglês). 29 de janeiro de 2022. Consultado em 6 de fevereiro de 2022
122. ↑  «Montenegro está de volta à Eurovisão em 2022». e-FestivalPT. 12 de outubro de 2021. Consultado em 12 de outubro de 2021
123. ↑  «🇲🇪 Montenegro: "Breathe" to be Revealed on March 4». Eurovoix (em inglês). 20 de fevereiro de 2022. Consultado em 16 de março de 2022
124. 1 2  Hyttebakk, Jon Marius (28 de maio de 2021). «Meld deg på MGP 2022» (em norueguês). NRK. Consultado em 28 de maio de 2021
125. ↑  World, Eurovision (25 de maio de 2021). «Eurovision Song Contest 2022: Italy». Eurovisionworld (em inglês). Consultado em 24 de maio de 2021
126. ↑  «Netherlands: S10 for Eurovision 2022». Eurovisionworld (em inglês). 7 de dezembro de 2021. Consultado em 8 de dezembro de 2021
127. ↑  «Bekendmaking Eurovisie Songfestivalnummer S10 - Eurovisie Songfestival». AVROTROS.nl (em neerlandês). 22 de fevereiro de 2022. Consultado em 16 de março de 2022
128. ↑  Czerniawski, Mieszko (30 de junho de 2021). «Eurowizja 2022: Polska potwierdza udział? Jak wybierzemy reprezentanta?». Eurowizja.org (em polaco). Consultado em 30 de junho de 2021
129. ↑  S.A, Telewizja Polska. «Eurowizja 2022: reprezentanta Polski poznamy podczas Koncertu Finałowego». eurowizja.tvp.pl (em polaco). Consultado em 6 de fevereiro de 2022. Cópia arquivada em 14 de janeiro de 2022
130. ↑  «Regulamento da 56ª edição do Festival da Canção». Festival da Canção. Consultado em 6 de fevereiro de 2022
131. ↑  «Eurovision 2022 Plans Outlined for United Kingdom». BBC (em inglês). 20 de outubro de 2021. Consultado em 6 de fevereiro de 2022
132. ↑  «Sam Ryder set to represent UK at Eurovision 2022 with SPACE MAN». BBC (em inglês). 10 de março de 2022. Consultado em 16 de março de 2022
133. ↑  Argyriou, Giannis (8 de julho de 2021). «Romania: Everything that was discussed on the special show about the analysis of the bad results!». Eurovision Fun (em inglês). Consultado em 18 de julho de 2021. It seems that Romania will be present in Italy next year, at least that is what was said on the show. The most probable scenario is the return to the national final, the well-known Selectia Nationala and the subsequent support of the song that will be selected by TVR, so that at least in the next competition the country will return to the final. The format supported for the Selectia Nationala is 50% audience – 50% juries.
134. ↑  «Eurovision 2022: Au început înscrierile pentru Selecţia Naţională». eurovision.tvr.ro (em romeno). Consultado em 6 de fevereiro de 2022
135. ↑  Rtv, San Marino (2 de abril de 2021). «Turismo: presentato il calendario eventi 2021». San Marino Rtv (em italiano). Consultado em 23 de maio de 2021
136. ↑  «FESTIVAL "UNA VOCE PER SAN MARINO" THE MUSICAL CONTEST LINKED TO THE EUROVISION SONG CONTEST» (PDF). Una Voce Per San Marino. 22 de setembro de 2021. Consultado em 12 de outubro de 2021
137. ↑  Granger, Anthony (25 de maio de 2021). «🇷🇸 Serbia: Eurovision 2022 Participation Confirmed With Beovizija Returning as Selection». Eurovoix (em inglês). Consultado em 26 de maio de 2021
138. ↑  «Serbia: 'Song for Eurovision '22' participants revealed 🇷🇸». Eurovision.tv (em inglês). 13 de janeiro de 2022. Consultado em 6 de fevereiro de 2022
139. ↑  Jiandani, Sanjay (17 de junho de 2021). «Sweden: SVT confirms participation at Eurovision 2022». esctoday. Consultado em 17 de junho de 2021
140. ↑  News, Eurovision; News, Participants; Participants, Eurovision; Fans (7 de setembro de 2021). «Sweden: SVT confirms Melodifestivalen 2022 host and dates». Eurovision News, Polls and Information by ESCToday (em inglês). Consultado em 12 de outubro de 2021
141. ↑  Jiandani, Sanjay (31 de março de 2021). «Switzerland: SRF confirms participation in Eurovision 2022: preparations kick off». ESCToday. Consultado em 1 de abril de 2021
142. ↑  «Marius Bear défendra la Suisse avec «Boys Do Cry» à l'Eurovision Song Contest 2022». rts.ch (em francês). 8 de março de 2022. Consultado em 16 de março de 2022
143. ↑  Jiandani, Sanjay (18 de junho de 2021). «Ukraine: UA:PBC confirms participation at Eurovision 2022». esctoday. Consultado em 18 de junho de 2021
144. ↑  suspilne. «Нацвідбір на Євробачення-2022: Суспільне оголосило дату фіналу». corp.suspilne.media (em inglês). Consultado em 6 de fevereiro de 2022
145. 1 2  «Eurovision 2022: Which Semi-Final is your country performing in? 🇮🇹». Eurovision.tv (em inglês). 25 de janeiro de 2022. Consultado em 6 de fevereiro de 2022
146. ↑  «Eurovision 2022: The First Semi-Final Qualifiers». Eurovision.tv (em inglês). 10 de maio de 2022. Consultado em 11 de maio de 2022
147. 1 2  «Eurovision Song Contest 2022 Semi-Final running orders revealed!». Eurovision.tv (em inglês). 29 de março de 2022. Consultado em 29 de março de 2022
148. 1 2  «First Semi-Final of Turin 2022». Eurovision.tv (em inglês). Consultado em 6 de fevereiro de 2022
149. ↑  «First Semi-Final of Turin 2022». Eurovision.tv (em inglês). Consultado em 14 de maio de 2022
150. ↑  «Qualifiers Announcement - Second Semi-Final - Eurovision 2022 - Turin». Eurovision.tv (em inglês). Consultado em 12 de maio de 2022
151. 1 2  «Second Semi-Final of Turin 2022». Eurovision.tv (em inglês). Consultado em 6 de fevereiro de 2022
152. ↑  «Second Semi-Final of Turin 2022». Eurovision.tv (em inglês). Consultado em 14 de maio de 2022
153. ↑  «Eurovision 2022: The Grand Final running order». Eurovision.tv (em inglês). 13 de maio de 2022. Consultado em 13 de maio de 2022
154. 1 2  «Grand Final of Turin 2022». Eurovision.tv (em inglês). Consultado em 6 de fevereiro de 2022
155. ↑  Groot, Evert (12 de fevereiro de 2019). «Australia secures spot in Eurovision for the next five years». Eurovision.tv. Consultado em 24 de maio de 2019
156. ↑  Adams, William Lee (1 de agosto de 2020). «"A verbal green light" — Andorra is planning a Eurovision 2022 comeback, says Susanne Georgi». Wiwibloggs. Consultado em 1 de agosto de 2020. Cópia arquivada em 6 de agosto de 2020
157. ↑  Jiandani, Sanjay (19 de junho de 2021). «Andorra: RTVA will not return to Eurovision in 2022». ESCToday (em inglês). Consultado em 19 de junho de 2021
158. ↑  Granger, Anthony (24 de junho de 2021). «Bosnia & Herzegovina: BHRT Unlikely to Compete in Eurovision Long Term Unless Funding Issue Can Be Resolved». Eurovoix (em inglês). Consultado em 25 de junho de 2021
159. ↑  «Bósnia e Herzegovina continua fora da Eurovisão em 2022». e-FestivalPT. 12 de outubro de 2021. Consultado em 12 de outubro de 2021
160. ↑  Washak, James (24 de junho de 2021). «Turkey: EBU Confirms Discussions With TRT Regarding Return to the Eurovision Song Contest». Eurovoix (em inglês). Consultado em 25 de junho de 2021
161. ↑  «EBU suspende estatuto de membro da emissora da Bielorrússia, BTRC». e-FestivalPT. 28 de maio de 2021. Consultado em 6 de fevereiro de 2022
162. ↑  News, Eurovision; News, Participants; Participants, Eurovision; Fans (20 de agosto de 2021). «Liechtenstein: 1 FL TV will not debut at Eurovision 2022». Eurovision News, Polls and Information by ESCToday (em inglês). Consultado em 6 de setembro de 2021
163. ↑  «FRANCE 2022 : Stéphane Bern et Laurence Boccolini reconduits pour Eurovision France». Eurovision-fr.net (em francês). 26 de julho de 2021. Consultado em 26 de julho de 2021
164. ↑  Granger, Anthony (27 de julho de 2021). «France: Stéphane Bern and Laurence Boccolini Return for Eurovision in 2022». Eurovoix (em inglês). Consultado em 27 de julho de 2021
165. ↑  RAI Press Office [@Raiofficialnews] (5 de agosto de 2021). «Una nuova stagione da passare insieme con i programmi di prima serata di @RaiUno» (Tweet) (em italiano). Consultado em 9 de agosto de 2021 – via Twitter
166. ↑  «Propuneri de emisiuni la TVR: De la „Cookereşte-mă!" şi „Urme verzi" la "Steluţa familiei" şi "Adrenalitica"». Paginademedia.ro (em romeno). Consultado em 6 de setembro de 2021
167. ↑  «Good news for Eurovision fans in the United States! 🇺🇸». Eurovision.tv (em inglês). 18 de maio de 2021. Consultado em 26 de maio de 2021

Notas:
↑(a) Inicialmente, a Ucrânia escolheu Alina Pash com a canção "Shadows of Forgotten Ancestors" para representar o país. No entanto, após controvérsia sobre uma suposta violação das regras que impedem artistas ucranianos de se apresentaram na Rússia ou na Crimeia de competir na seleção nacional ucraniana, a vencedora da seleção, Alina Pash, desistiu da competição.